# Alypophanes flavirosea
Alypophanes flavirosea là một loài bướm đêm trong họ Noctuidae.